# Pfarrkirche Getzersdorf

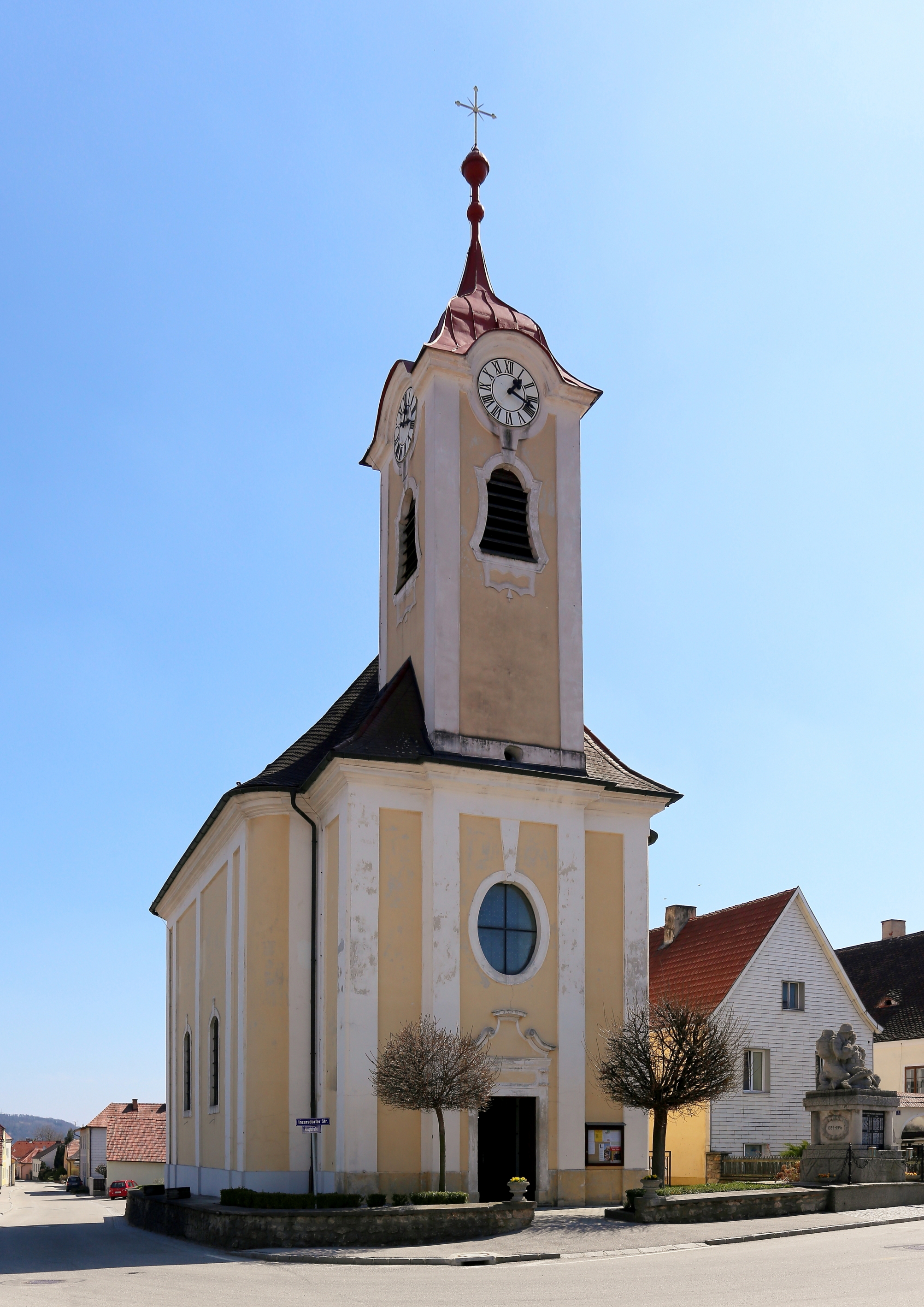
Katholische Pfarrkirche heiliger Michael in Getzersdorf

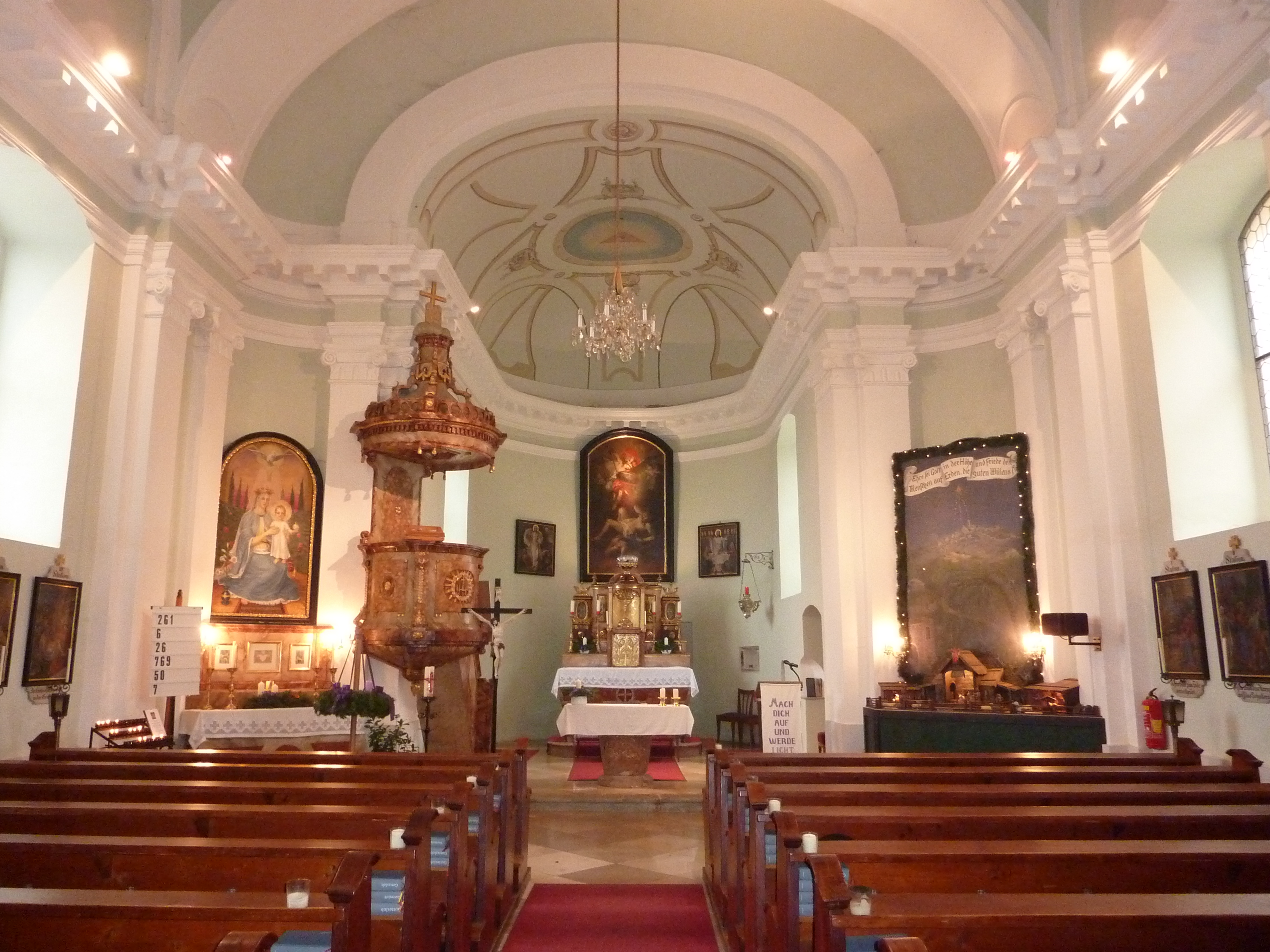
Vom Langhaus zum Chor

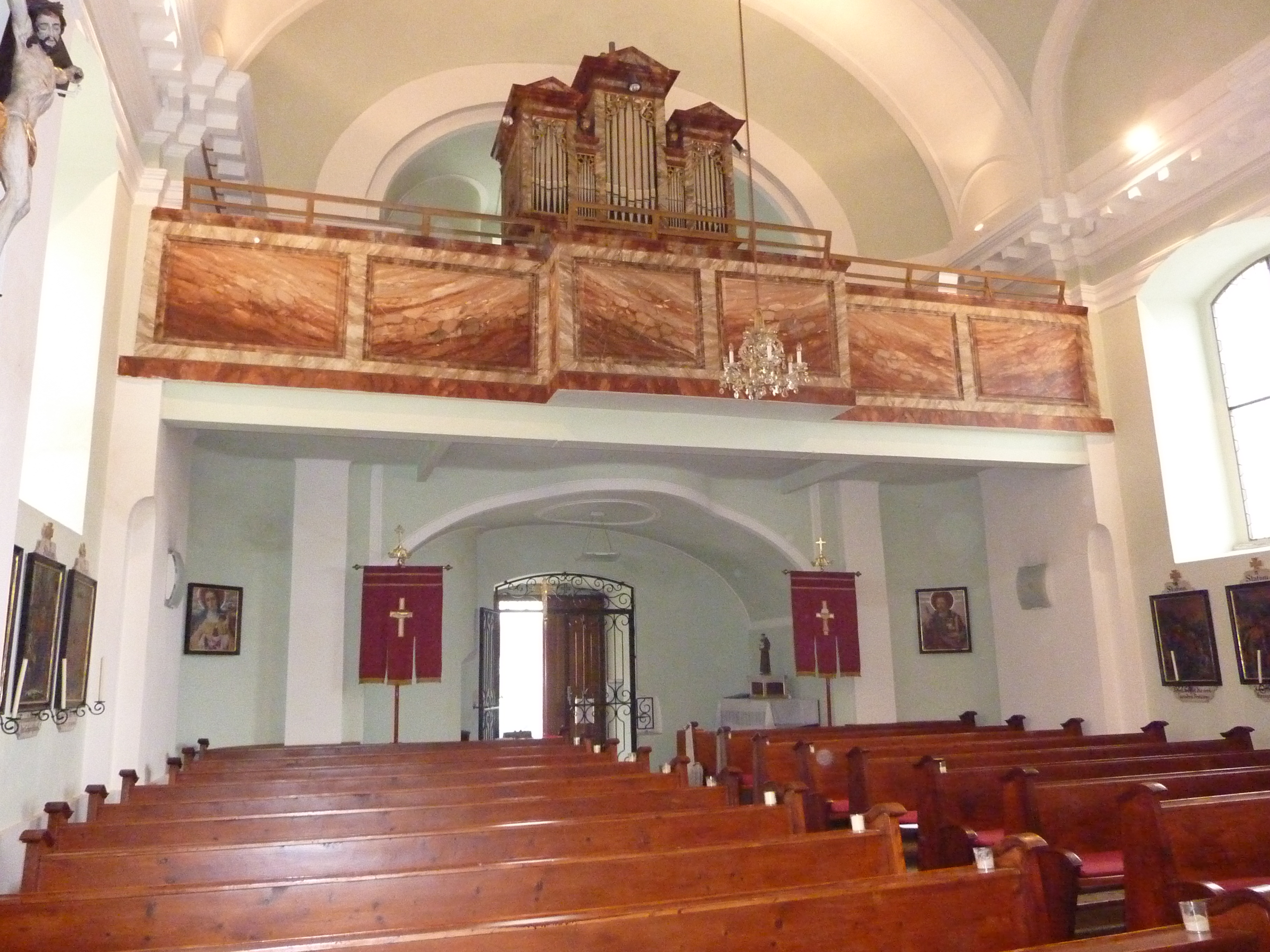
Vom Langhaus zum Eingang mit der Orgelempore

Die römisch-katholische Pfarrkirche Getzersdorf steht mitten im Ort Getzersdorf der Gemeinde Inzersdorf-Getzersdorf im Bezirk St. Pölten-Land in Niederösterreich. Die dem Patrozinium Erzengel Michael unterstellte Pfarrkirche gehört zum Dekanat Herzogenburg in der Diözese St. Pölten. Die Kirche steht unter Denkmalschutz (Listeneintrag).

## Geschichte
Es wird angenommen, dass eine von dem Stift Göttweig inkorporierte Pfarre  um 1363 entstand. Der heutige schlichte, nach 1750 errichtete spätbarocke Bau mit einer Westturmfassade hat wahrscheinlich einen im Kern gotischen Chor. 1986 fand eine Restaurierung statt.

## Architektur
Das Kirchenäußere zeigt ein Langhaus unter einem Walmdach mit gerundeten Ecken und eine schlichte Fassadengliederung mit Lisenen. Im Untergeschoß des Turms befinden sich das Portal und ein Ovalfenster. Der Turmaufbau hat glockenförmige Schallfenster und eine Zwiebelhaube. An den eingezogenen Dreiachtelchor schließt in derselben Achse ein niedriger Sakristeianbau an.
Das Kircheninnere zeigt ein zweijochiges Langhaus mit gerundeten Ecken und queroblongen Platzlgewölben auf kräftigen Doppelpilastern mit breiten Gurtbögen hat ein ausladendes, kräftiges Zahnschnittgebälk, das sich im Chor umlaufend fortsetzt. Das eingezogene Vorhallenjoch trägt eine vorschwingende Empore. Der Chor schließt korbbogenförmig und hat ein gedrücktes Tonnengewölbe.

## Ausstattung
Der freistehende Altartisch trägt einen Tabernakelaufbau mit einem Buch mit sieben Siegeln aus dem Ende des 18. Jahrhunderts. Dahinter hängt an der Wand das Leinwandbild Engelsturz, gemalt von Ferdinand Maurer (1785). Es gibt die Gemälde Christus der Auferstandene und Christus in Emmaus, gemalt von Romanus Jacobs (1914), und als linkes Seitenaltarbild Maria mit Kind, ebenfalls von Romanus Jacobs (1943). Das rechte Seitenaltarbild Kreuzigung stammt aus dem vierten Viertel des 18. Jahrhunderts. Die barocke Hängekanzel hat einen Schalldeckel. Die Kreuzwegbilder sind aus dem 19. Jahrhundert.
Das polygonale Taufbecken ist spätgotisch, der balusterförmige Opferstock vermutlich neuzeitlich. Der Boden besteht aus Kelheimer Platten von 1764.
Die Orgel baute Franz Meinl (1854).